# Christian Petry (Politiker)

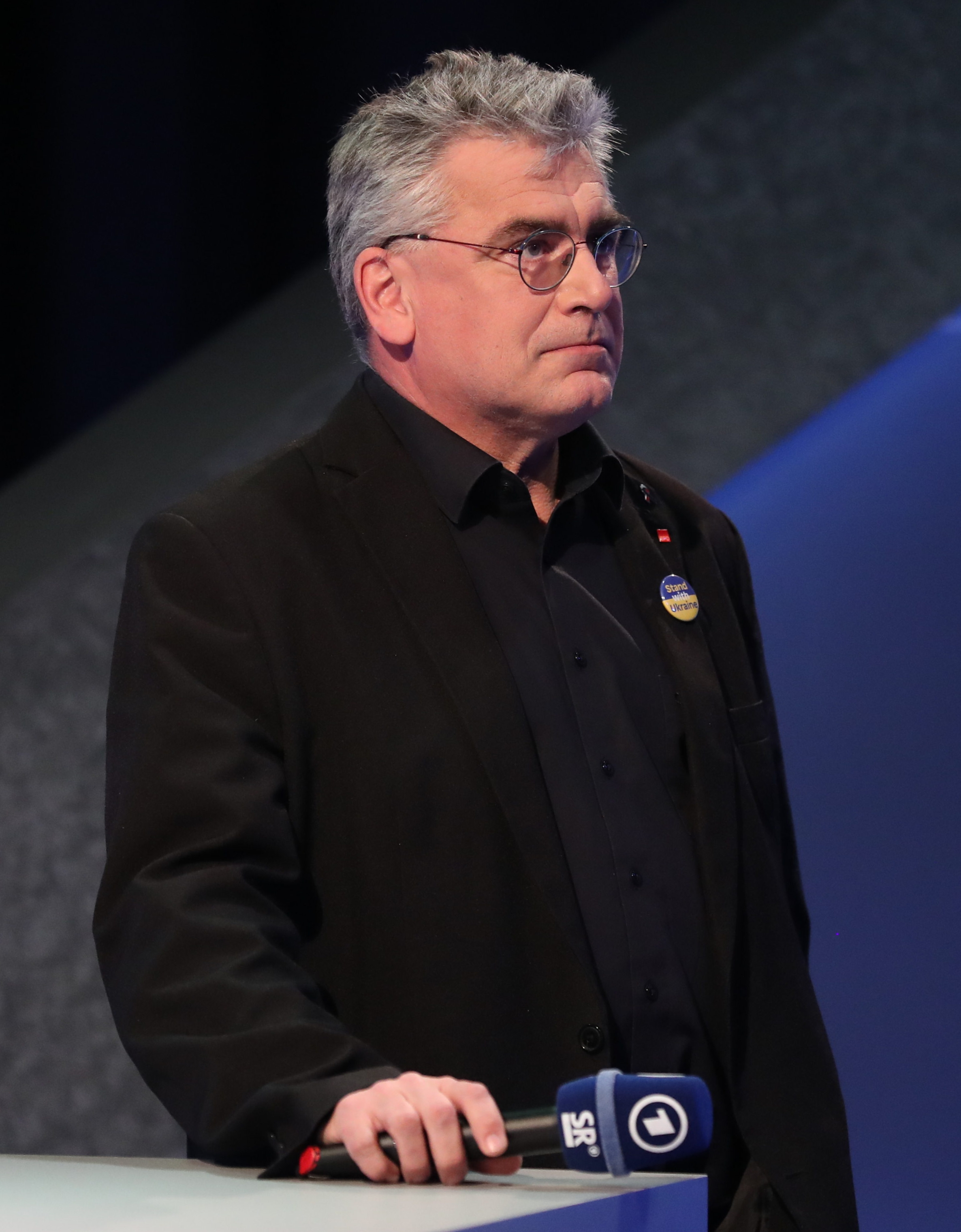
Christian Petry (2022)

Christian Petry (* 15. März 1965 in Neunkirchen (Saar)) ist ein deutscher Politiker (SPD), Verwaltungswirt und war von Januar 2014 bis März 2025 Mitglied des Deutschen Bundestags für den Wahlkreis 298 St. Wendel. Im Deutschen Bundestag war Christian Petry europapolitischer Sprecher der SPD-Bundestagsfraktion und Obmann der SPD-Bundestagsfraktion im Ausschuss für die Angelegenheiten der Europäischen Union. Von 2018 bis 2023 war Christian Petry Generalsekretär der SPD Saar.

## Leben
Nachdem er im Jahr 1984 sein Abitur am Staatlichen Aufbaugymnasium Ottweiler absolviert hatte, studierte er Verwaltungswissenschaften und Volks- und Betriebswirtschaftslehre mit dem Abschluss Diplom-Verwaltungswirt (FH). Von 1992 bis 1995 war er wissenschaftlicher Mitarbeiter der saarländischen SPD-Landtagsfraktion unter Reinhard Klimmt und von 1995 bis 1998 persönlicher Referent und Pressesprecher des saarländischen Innenministers Friedel Läpple; danach bis 1999 Pressesprecher der SPD-Fraktion im saarländischen Landtag. Später arbeitete er als Referent im Bereich Staatsangehörigkeits- und Personenstandswesen und Stiftungsrecht im saarländischen Innenministerium.
Christian Petry ist seit 2002 im Landesvorstand der Saar-SPD und seit 2007 Mitglied des Vorstandes im Fachbereich Bund und Länder bei ver.di. Bei der Bundestagswahl 2013 kandidierte er im Wahlkreis St. Wendel und unterlag Nadine Schön (CDU). Im Januar 2014 zog er als Nachrücker für Reinhold Jost in den Deutschen Bundestag ein. Bei der Bundestagswahl 2017 zog er über Listenplatz 3 erneut in den Bundestag ein.
Im 18. Deutschen Bundestag war Christian Petry stellvertretender europapolitischer Sprecher der SPD-Bundestagsfraktion sowie ordentliches Mitglied im Ausschuss für die Angelegenheiten der Europäischen Union, dem Finanzausschuss sowie im Parlamentarischen Finanzmarktgremium.
Im 19. Deutschen Bundestag war Christian Petry europapolitischer Sprecher der SPD-Bundestagsfraktion sowie ordentliches Mitglied im Ausschuss für die Angelegenheiten der Europäischen Union und stellvertretendes Mitglied im Haushaltsausschuss. Darüber hinaus war er ordentliches Mitglied der Deutsch-Französischen Arbeitsgruppe zum Élysée-Vertrag, der Interparlamentarischen Konferenz über Stabilität, wirtschaftspolitische Koordinierung und Steuerung in der EU, Mitglied der Deutsch-Französischen Parlamentarischen Versammlung und des Ausschusses für grenzüberschreitende Zusammenarbeit gemäß Artikel 14 des Vertrags von Aachen sowie der Parlamentarischen Versammlung des Europarats. Zudem gehörte er der „Interparlamentarischen Konferenz über Stabilität, wirtschaftspolitische Koordinierung und Steuerung in der EU“ an.
Im 20. Deutschen Bundestag war Christian Petry erneut zum europapolitischen Sprecher der SPD-Fraktion gewählt worden.
Bei der Europawahl 2024 kandidierte Petry auf Platz 18 der Europawahlliste der SPD.
Kommunalpolitisch ist Christian Petry seit 1989 als Mitglied des Gemeinderates Illingen sowie als Mitglied des Ortsrates in Welschbach aktiv. Von 1999 bis 2024 war er zudem Ortsvorsteher in Welschbach. Am 29. Juli 2024 unterlag Christian Petry bei der konstituierenden Sitzung des Ortsrates Welschbach Reiner Müller (UGKM) bei der Wahl zum Ortsvorsteher. In der konstituierenden Sitzung des Gemeinderates Illingen am 15. Juli 2024 unterlag Christian Petry bei der Wahl zum Ersten Beigeordneten Michele Rossi (CDU) mit 16 zu 10 Stimmen.
Bei der Bundestagswahl 2025 unterlag Petry im Wahlkreis Sankt Wendel gegen Roland Theis.

## Gesellschaftliches Engagement
Christian Petry ist Präsident der THW Landeshelfervereinigung Saarland e.V., Mitglied des Kuratoriums in der Stiftung Technisches Hilfswerk (THW), Mitglied der Versammlung der Kuratoren im Institut für Europäische Politik e.V. (IEP) sowie Vizepräsident der Europäischen Bewegung Deutschland e.V., des größten Netzwerks für Europapolitik in Deutschland.
Außerdem ist Christian Petry Mitglied u. a. in ver.di, DRK, AWO, Sozialverband VdK Deutschland e. V., Lebenshilfe Neunkirchen, deutsch-polnischem Freundeskreis Illingen sowie in der überparteilichen Europa-Union Deutschland, die sich für ein föderales Europa und den europäischen Einigungsprozess einsetzt.

## Schriften
- Zusammen mit Diether Dehm (Hrsg.): Rente und Respekt! Das rot-rote Buch fürs Älterwerden mit Beiträgen von Sahra Wagenknecht, Konstantin Wecker, Bascha Mika, Martin Schulz, Lothar Binding, Ralf Kapschack, Matthias W. Birkwald, Matthias Miersch, Pia Zimmermann, Żaklin Nastić. Das Neue Berlin, Berlin 2020, ISBN 978-3-360-01361-3